# Vaughan Ronald Pratt

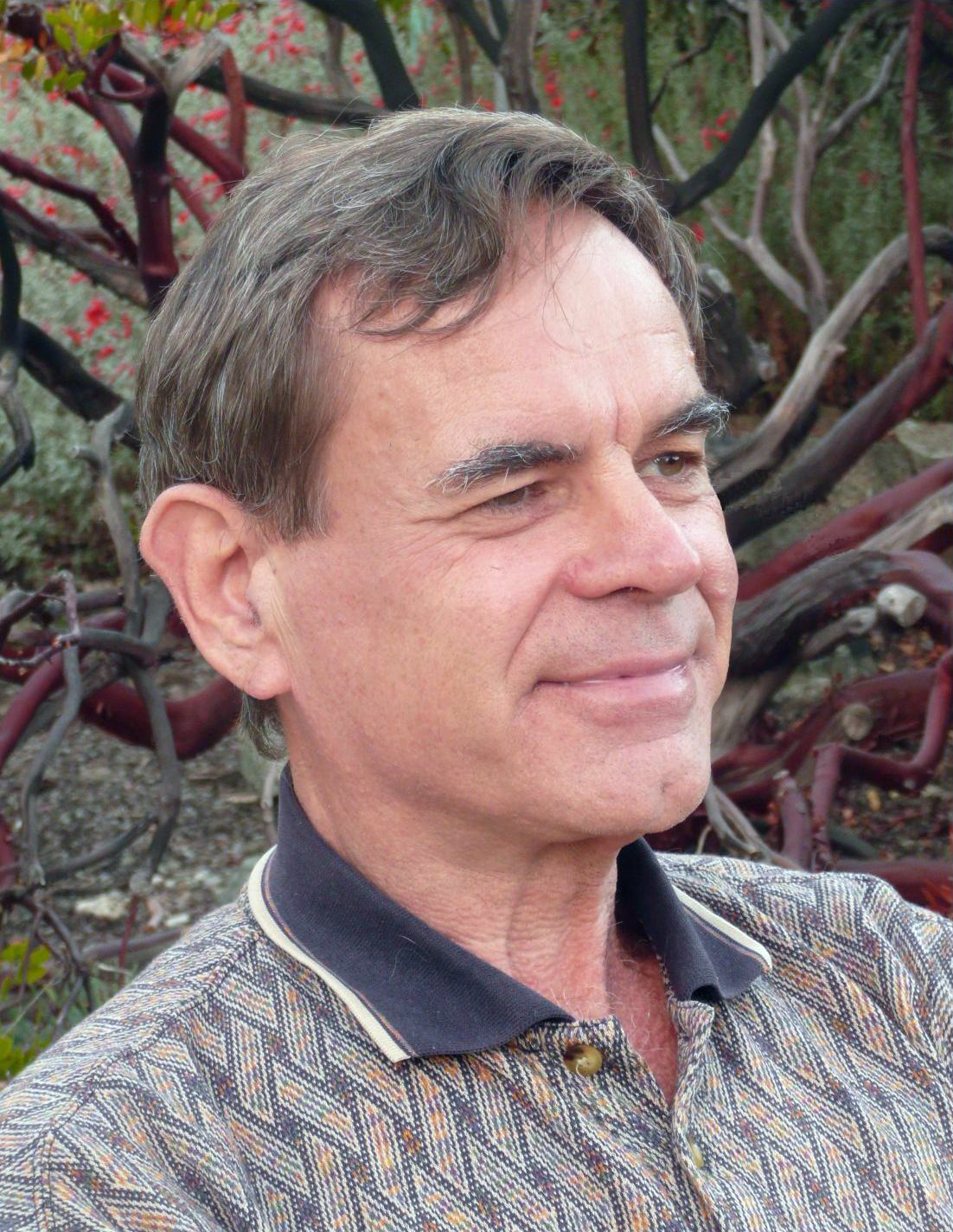
Vaughan Pratt

Vaughan Ronald Pratt (ur. 1944) – emerytowany profesor Uniwersytetu Stanforda, jeden z pionierów informatyki. Obecnie związany z firmą Tiqit.

## Życiorys
Dorastał i kształcił się w Australii. W maju 1970 uzystał tytuł magistra informatyki na Uniwersytecie w Sydney pod nadzorem Jana B. Hexta pracą Translation of English into Logical Expressions. Studia doktoranckie rozpoczął w październiku 1970 na Uniwersytecie Stanforda i w styczniu 1972 pod nazdzorem Donalda Knutha uzyskał tytuł doktora pracą Shellsort and Sorting Networks związaną z algorytmem Shellsort. Wersja algorytmu zaproponowana przez Pratta ma rząd złożoności pesymistycznej {\displaystyle \Theta (N\log ^{2}N)}. Od 1972 do 1976 był najpierw adiunktem (assistant professor), a potem do 1982 profesorem nadzwyczajnym (associate professor) w MIT. Następnie został profesorem zwyczajnym (full professor) Uniwersytetu Stanforda.
W 1973 opracował LINGOL, język do programowania języka naturalnego, którego użyto do utworzenia programu tłumaczącego z japońskiego na angielski. W tym samym roku wspólnie z Blumem, Floydem, Rivestem i Tarjanem opisał algorytm znajdowania mediany median, pierwszy optymalny w czasie pesymistycznym, tj. rzędu {\displaystyle O(n),} algorytm rozwiązujący problem selekcji.
W 1974 roku razem z Donaldem Knuthem i Jamesem Morrisem opracował algorytm wyszukiwania wzorca w tekście. Wspólna praca opisująca algorytm została opublikowana w 1977.
W 1975 zdefiniował certyfikat pierwszości nazwany certyfikatem Pratta, który pozwala szybko zweryfikować, czy dana liczba jest pierwsza. Dowiódł, że problem znajdowania liczb pierwszych leży w klasie NP, czyli problemów których rozwiązania można sprawdzić w czasie wielomianowym.
W 1982 w czasie urlopu pomógł założyć firmę Sun i zaprojektował jej logo składające się z czterech przeplatających się słów sun (słońce) w formie ambigramu.
Do jego doktorantów należał m.in. David Harel.
Od 2000 jest emerytowanym profesorem Uniwersytetu Stanforda.